# Roger Bureau
Roger Bureau, francoski general, * 1893, † 1976.